# Qix
Qix (Japans: クイックス) is een computerspel dat werd ontwikkeld door Taito en uitgegeven door Atari. Het spel werd uitgebracht in 1981 als arcadespel. Later werd het geschikt gemaakt voor diverse homecomputers.

## Gameplay
Het speelveld is bij start een groot zwart vierkant. De speler bestuurt een ruiten figuur die hij aan het begin van een level enkel over de contouren van het speelveld kan bewegen. In het speelveld beweegt een spiraalvormige figuur: de Qix. Bedoeling is om de Qix in te sluiten door het tekenen van veelhoeken waarbij elke hoek 90 graden is (Stix). De Stix kan enkel getekend worden door te beginnen en eindigen op bestaande Stixen of op de contourlijn van het speelveld. Lukt de speler hier in, dan wordt de zonet getekende Stix ingekleurd. Daar elke hoek 90 graden is, is het niet mogelijk om schuine lijnen te tekenen. Raakt de Qix de Stix tijdens het tekenen, dan verliest de speler een leven. Als het tekenen van een Stix te lang duurt, loopt er een bom aan het begin van de lijn. Als die bom de ruit raakt, verliest de speler een leven. Tenslotte zijn er nog twee Sparxen: vijanden die zich bewegen op de contouren van het speelveld en afgewerkte Stixen. De ene Sparx gaat in de richting van de klok de andere in tegenrichting. Een level is beëindigd wanneer de speler een vooraf opgegeven percentage van het speelveld heeft ingekleurd. De moeilijkheidsgraad wordt bij elk level verhoogd en er komen meerdere Stixen in het spel.

## Platforms
| Jaar | Platform                                          |
| ---- | ------------------------------------------------- |
| 1981 | Arcade                                            |
| 1982 | Atari 5200, Atari 8-bit                           |
| 1989 | Amiga, Apple II, Commodore 64, Commodore 128, DOS |
| 1990 | Apple IIgs, Game Boy                              |
| 1991 | Lynx, NES                                         |
| 2003 | J2ME                                              |
| 2011 | Nintendo 3DS                                      |

## Ontvangst
| Beoordeeld door                     | Jaar | Platform     | Score |
| ----------------------------------- | ---- | ------------ | ----- |
| The Video Game Critic               | 2001 | Atari 5200   | 91%   |
| Digital Press - Classic Video Games | 2003 | Atari 5200   | 90%   |
| Player One                          | 1990 | Game Boy     | 89%   |
| Total!! UK Magazine                 | 1992 | Game Boy     | 83%   |
| All Game Guide                      | 1998 | Arcade       | 80%   |
| NES Times                           | 2007 | NES          | 80%   |
| Defunct Games                       | 2004 | Lynx         | 78%   |
| The Video Game Critic               | 2007 | Atari 8-bit  | 58%   |
| Video Games                         | 1991 | NES          | 55%   |
| Mag'64                              | 2011 | Nintendo 3DS | 35%   |

1. ↑  (en) QIX (user manual for Atari 5200).